# Sainte Praxède (Vermeer)
Pour les articles homonymes, voir Sainte Praxède (homonymie).
Sainte Praxède (Saint Praxidis) est un tableau généralement attribué à Johannes Vermeer peint en 1655, actuellement dans la collection de Musée national de l'art occidental à Tokyo (huile sur toile, 101,6 × 82,6 cm), bien que son attribution soit soumise à controverse,,.

## Description
Le tableau représente Sainte Praxède, vierge romaine, agenouillée dans une robe rouge, en train de porter secours aux chrétiens persécutés.

## Historique de l'œuvre
L'historique de cette peinture avant le milieu du XXe siècle est inconnue.
On la trouve dans une vente aux enchères à New-York en 1943. Un examen attentif révèle la signature "Meer 1655" indiquant la possible origine du tableau qui offre des similarités avec Diane et ses compagnes ou Le Christ dans la maison de Marthe et Marie. Un collectionneur du nom Jacob Reder l'achète. Puis l'œuvre est acquise par Spencer A. Samuels en 1969, puis par la Barbara Piasecka Johnson Collection Foundation en 1987.
La peinture a été mise aux enchères en 2014 chez Christie's. Le collectionneur privé l'ayant achetée, l'a prêtée pour une longue durée au Musée national de l'art occidental.